# Marszałkowska Dzielnica Mieszkaniowa

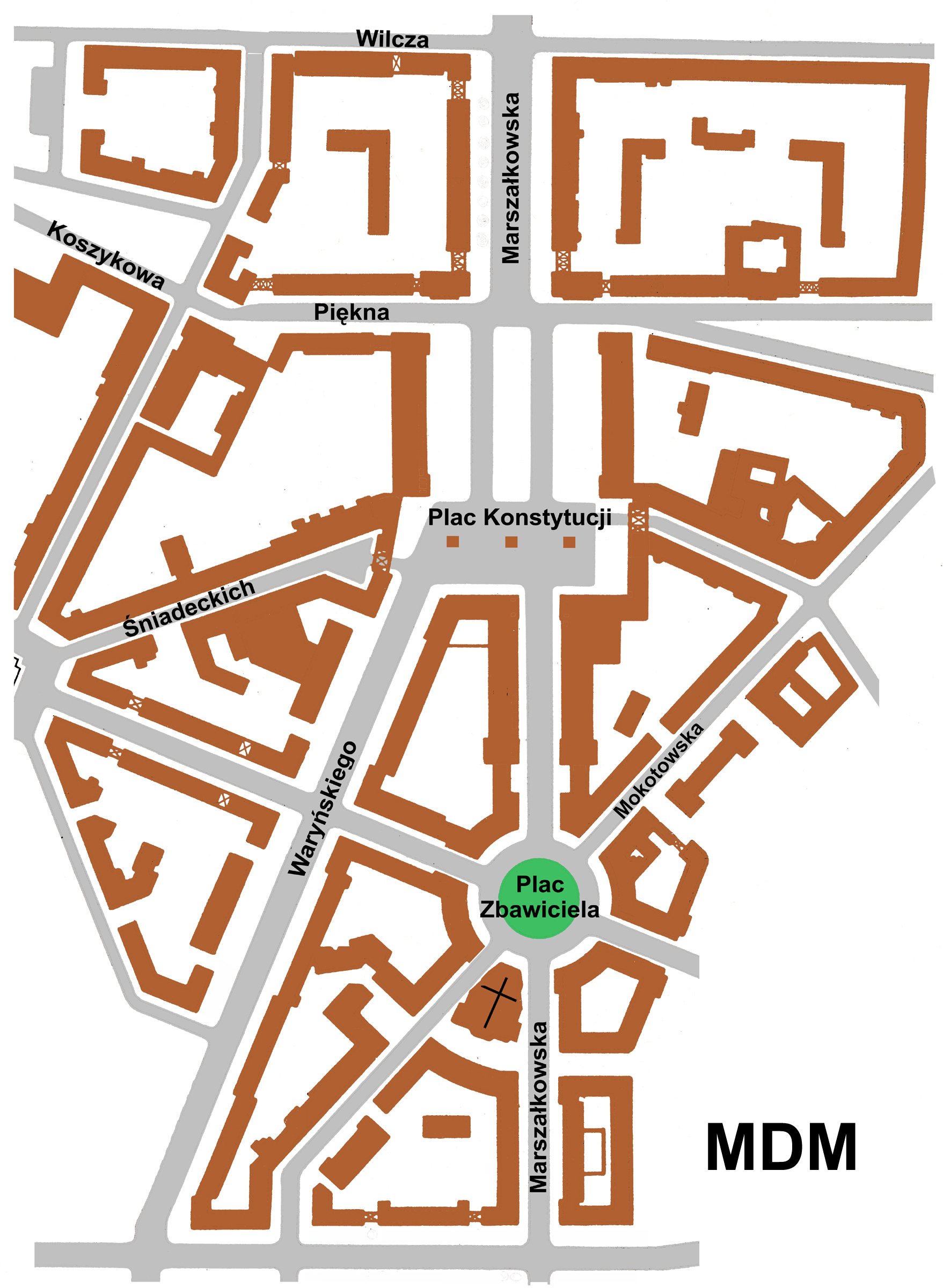
Aufriss der heutigen Viertelstruktur; es fehlt ein Teil der Marszałkowska-Bebauung im Süden. Die Verbindung zwischen den beiden Plätzen ist eine Einbahnstraße in Süd-Nord-Richtung; der nach Süden fließende Verkehr wird über die nach dem Krieg gebaute Waryńskiego geführt

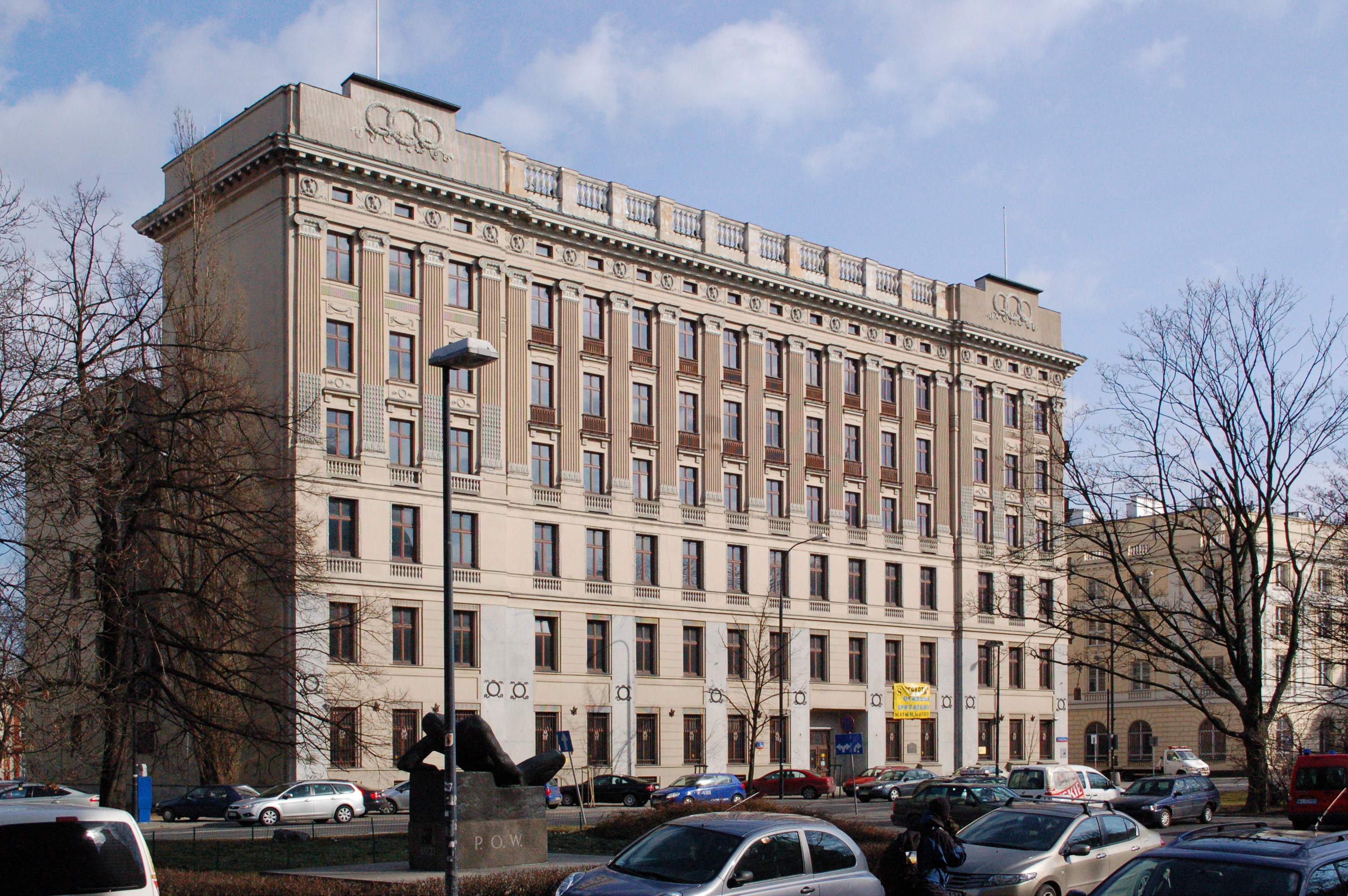
Das Krasiński-Mietshaus aus den 1900er Jahren als Vorbild

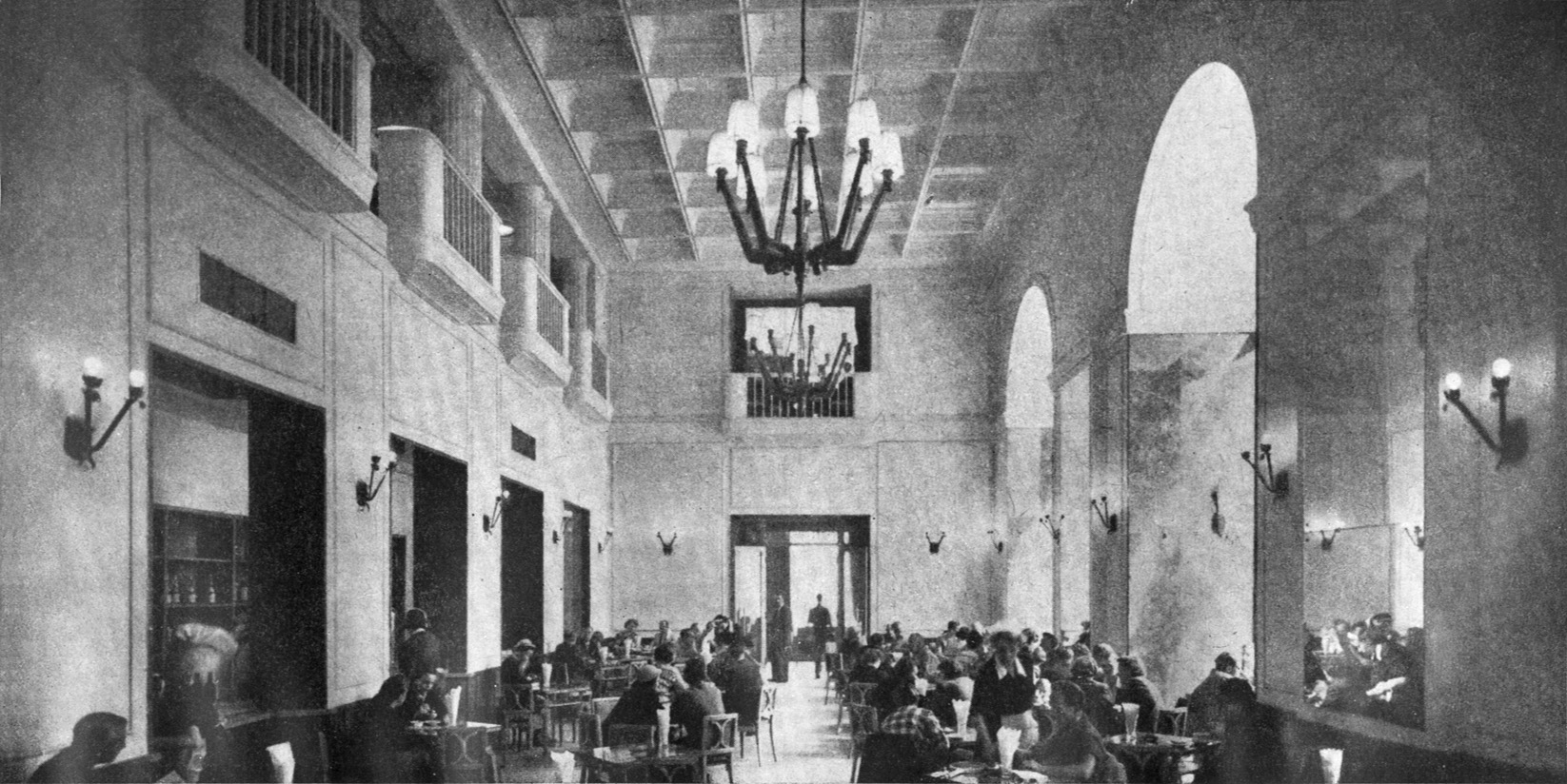
Café am Plac Konstytucji im Jahr 1952

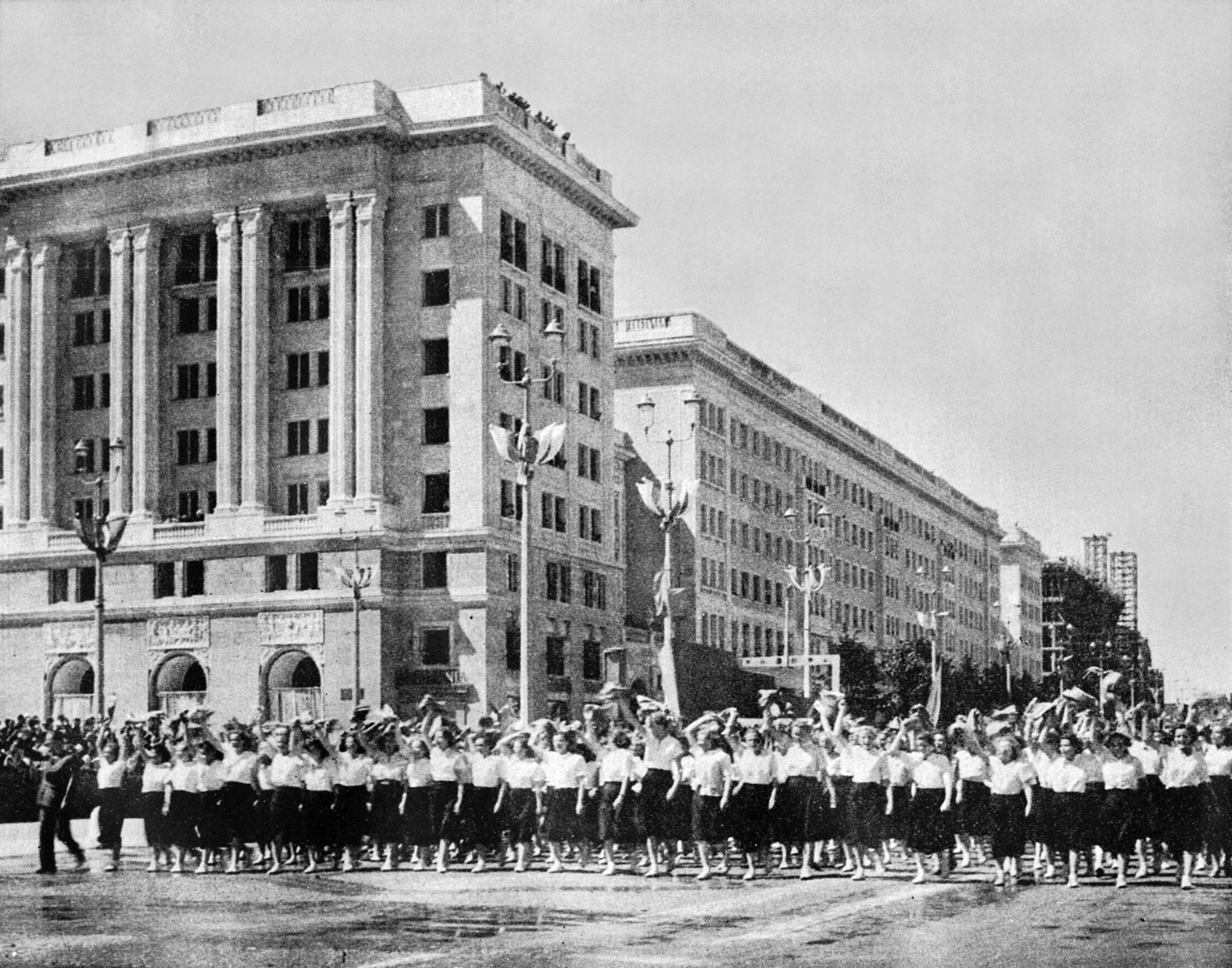
Aufmarsch von Jugendorganisationen bei den Einweihungsfeierlichkeiten am 22. Juli 1952

Das Marszałkowska Dzielnica Mieszkaniowa (MDM, auf Deutsch etwa: Marszałkowska-Wohnviertel) in Warschau ist ein nach dem Zweiten Weltkrieg errichtetes Wohnviertel. Es bedeckt eine Fläche von rund 80 Hektar, gehört zum südlichen Teil des Innenstadtdistrikts und gilt als ein herausragendes Referenzprojekt der klassizistischen Ausprägung des Sozialistischen Realismus in Polen. Das Viertel hat eine ähnliche städtebauliche, politische und architektonische Bedeutung wie die etwas später errichtete Ost-Berliner Stalinallee, bei deren Bau neben Vorbildern in sowjetischen Städten auch das MDM-Viertel thematisiert wurde.

## Lage
Das MDM-Viertel befindet sich rund 1.000 Meter westwärts der Weichsel und 600 Meter südlich des Kulturpalastes. Es wird im Norden von der Ulica Wilcza und im Süden vom Plac Unii Lubelskiej begrenzt. Es führt damit über die hier tiefergeführte Schnellverkehrsstraße Aleja Armii Ludowej hinweg. Die wesentlichen Verkehrsadern sind die in Nord-Süd-Richtung verlaufende Ulica Marszałkowska sowie die Ulica Waryńskiego. Weitere Straßen, die (teilweise) durch das Viertel führen, sind die Ulica Litewska, Ulica Koszykowa, Ulica Mokotowska, Ulica Nowowiejska, Ulica Piękna, Ulica Stefanii Sempołowskiej, Ulica Śniadeckich und die Aleja Wyzwolenia. Wichtige Plätze sind der Plac Konstytucji und der Plac Zbawiciela.

## Geschichte
Vor dem Zweiten Weltkrieg befand sich hier ein von König Stanisław August Poniatowski angelegtes Wohnviertel mit einem sternförmigen Netz von Plätzen und Straßenzügen, dessen Kernstück der Plac Zbawiciela war. Ein großer Teil dieser Bausubstanz wurde im Krieg zerstört. Nach dem Krieg wurde entschieden, einen Teil der beschädigten Westseite der Marszałkowska zur Schaffung eines neuen Viertels abzureißen. Da sich ostwärts des Plac Zbawiciela erhaltenswerte historische Gebäude befanden, war die Ausdehnung der Neubauten in diese Richtung begrenzt.
Da die Warschauer Bevölkerung dem Vorrang der Errichtung von öffentlichen Gebäuden in der ersten Wiederaufbauphase zunehmend kritisch gegenüberstand, wurde beschlossen, das neue Viertel mit einer Wohnbebauung zu versehen. Die Projektplanung wurde einer erfahrenen Architektengruppe übertragen, die bereits die W-Z-Trasse geplant hatte. Das Großprojekt wurde unter dem Slogan „Menschen in die Innenstadt“ (polnisch: Lud wejdzie do Śródmieścia) politisch vermarktet. Die Planung sah die Errichtung von rund 6.000 neuen Wohnungen, 10 Kinderkrippen, 22 Kindergärten, 11 Schulen, 9 medizinischen Praxen, einer Schwimmhalle, einem Sportplatz, einem Rathaus, einer Wache (der Bürgermiliz), einem Hotel, fünf Theatern, sechs Kinos sowie zahlreichen Restaurants und Geschäften vor. Die Pläne konnten nicht völlig verwirklicht werden.
Die Gestaltung des neuen Wohnviertels folgte Edmund Goldzamts Devise „National in der Form, sozialistisch im Inhalt“. Zum Teil diente das elegante Krasiński-Mietshaus (polnisch: Kamienica Krasińskich) am Plac Małachowskiego aus dem Jahr 1910 den Architekten als Vorbild für das „nationale“ Element.
Der Bau des Viertels war neben dem des Kulturpalastes die herausragende Bauinvestition Warschaus in den Jahren der Architektur des sozialistischen Realismus (1949 bis 1956). Der Bau erfolgte in drei Abschnitten (Teil-Vierteln). Zunächst entstand MDM I, der Abschnitt vom historischen Plac Zbawiciela zum und einschließlich des neuen Plac Konstytucji, Baubeginn war hier der 1. August 1950. Der zweite Bauabschnitt, MDM II, beinhaltete die Gebäude zwischen Plac Zbawiciela und Plac Unii Lubelskiej. Der dritte Teil (MDM III), die „Latawiec“-Siedlung, wurde in den Jahren 1953 bis 1956 nach einem Entwurf von Zofia Sekrecka errichtet. Es handelt sich um den Gebäudekomplex zwischen Plac Zbawiciela und dem Plac Na Rozdrożu. Mittelpunkt dieses Ensembles ist ein neu angelegter, langgestreckter, achteckiger Platz auf der Achse der Aleja Wyzwolenia. Bei der Ausgestaltung des Platzes und der ihn umgebenden Gebäude ließ Sekrecka sich vom Stil der französischen Spätrenaissance inspirieren (Place des Vosges).
Auch wenn die offizielle Eröffnung erst ein Jahr später erfolgte, wurden erste Wohnungen bereits am 21. Juli 1951 übergeben. Insgesamt entstanden 6.300 Wohneinheiten (Zwei- und Dreizimmerwohnungen), die rund 22.000 Menschen Wohnraum boten. Diese Wohnungen waren großzügig dimensioniert, sie verfügten über Zentralheizung, Fahrstuhlanschluss, Müllschlucker, Wasch- und Trockenräume, Gasherde und Badeboiler; deshalb, wegen ihrer zentralen Lage sowie aufgrund des palastähnlichen Ambientes der Wohnblocks waren sie sehr begehrt. Eine Zuteilung setzte besondere Verbindungen voraus.
Die Eröffnungsfeierlichkeiten am 22. Juli 1952 beinhalteten Paraden und Auftritte von Athleten, Einheiten der polnischen Miliz, Pionieren der Volksrepublik China und der Sowjetunion sowie Delegationen aus vielen Teilen Polens. Präsident Bolesław Bierut und andere Offizielle grüßten von einer eigens errichteten Tribüne auf der Mitte des Plac Konstytucji.
Später führte die propagandistische Vermarktung der MDM-Anlage sogar zur Schaffung einer gleichnamigen Zigarettenmarke, deren Logo ein stilisierter Kandelaber des Platzes darstellt.

## Verkehrsplanung
Der zentrale Bauabschnitt wurde von 1950 bis 1952 an der Marszałkowska zwischen dem Plac Unii Lubelskiej und der Wilcza errichtet. Die verantwortlichen Architekten waren Stanisław Jankowski, Jan Knothe, Józef Sigalin und Zygmunt Stępiński. Als Verkehrsknotenpunkt und repräsentativer Mittelpunkt des Viertels wurde ein neuer Platz angelegt – der Plac Konstytucji (deutsch: Platz der Verfassung). Die Einweihung fand am 22. Juli 1952 statt, dem Tag, an dem auch die neue polnische Verfassung (daher auch die Benennung des Platzes) in Kraft trat.
Die Randbebauung des rund 100 × 200 Meter großen Platzes ist im Nordteil symmetrisch, im Südteil wegen des südwestlichen Abganges der Waryńskiego leicht unsymmetrisch gehalten. Die erst nach dem Krieg vermessene Waryńskiego verbindet den Plac Konstytucji mit der Ulica Puławska, da die über den als Kreisverkehr ausgelegten Plac Zbawiciela führende Marszałkowska die Nord-Süd-Verkehrsströme nicht hätte aufnehmen können. Die Marszałkowska ist deshalb auf dem Abschnitt vom Plac Unii Lubelskiej bis zum Plac Konstytucji auch nur als lokale Einbahnstraße in nordwärtiger Richtung gehalten; hier verkehrt auch die Straßenbahn, die später in die Puławska einmündet. Am verbreiterten Südende des Plac Konstytucji befinden sich drei gewaltige, achtarmige Kandelaber, die auch der Vortäuschung der Symmetrie dieses unsymmetrischen Teiles des Platzes dienen sollten. An der Stirnseite des Südendes befindet sich das Hotel MDM. Auf dem Platz selbst teilen sich die beiden je dreispurigen Fahrbahnen der Marszałkowska und werden um einen mittig liegenden Parkplatz sowie eine Straßenbahnhaltestelle geführt.
Zu Beginn der 1980er Jahre wurde der Bau der Warschauer U-Bahn beschlossen. Der Plac Konstytucji sollte eine Station (die „A 12“, zwischen den Stationen A 13/Centrum und A 11/Politechnika) erhalten. 1989 wurde die Konstruktion dieser Station aus Kostengründen zurückgestellt und beim Bau der 1998 eröffneten Teilstrecke auch nicht verwirklicht. Für die Zukunft ist die Einfügung des Platzes in das Streckennetz der Linie 1 aber wieder geplant. Im Falle des Baues einer dritten U-Bahn-Linie ist der Platz sogar als Kreuzungsbahnhof im Gespräch.

## Architektur
Die zumeist 7-stöckigen Gebäude des Viertels sind monumental strukturiert und ausgestaltet. Sie verfügen im Außen- wie Innenbereich über Skulpturen, Reliefs, Mosaiken und Wandgemälde. Hochwertige Baumaterialien wurden verwandt, so sind Wände teilweise mit Steinplatten und poliertem Granit versehen. Massive Gesimse und Dächer krönen die einzelnen Gebäude. Darstellungen betreffen idealisierte Personen und Szenen aus dem Alltag der Arbeiterklasse. Die Gebäude am Plac Konstytucji verfügen über weite Arkaden. Hier befinden sich im hohen Erdgeschoss Flächen für Geschäfte. In der hinterliegenden Bebauung wurde zugunsten der Gleichmäßigkeit der Architektur auf die Schaffung von Verkaufsraum weitgehend verzichtet; nur kleine Kioske befinden sich hier.
Ein weiterer zentraler Teil des Viertels ist der historische Plac Zbawiciela, der mit seinem Kreisverkehr zwar nur lokalen Verkehr aus sechs sternförmig auf ihn zulaufenden Straßen aufnimmt (wovon eine, die Marszałkowska – hier als Einbahnstraße ausgelegt, nur abführt), der aber für die umliegenden Wohnblocks einen zentralen Charakter hat. An der Südseite dieses Platzes befindet sich als eines der wenigen Objekte des Viertels aus der Vorkriegszeit die katholische Erlöser-Kirche (polnisch: Kościół Najświętszego Zbawiciela), die Anfang des 20. Jahrhunderts nach Plänen von Józef Pius Dziekoński errichtet, im Zweiten Weltkrieg schwer beschädigt und nach dem Krieg wiederaufgebaut worden war.
Das Viertel enthält 210.000 Quadratmeter Straßen und Plätze sowie 31 Hektar Grünanlagen. Es wurden rund 100.000 Quadratmeter Fassade erstellt, 10.000 Tonnen Bewehrungsstahl und 20.000 Quadratmeter Glasscheiben verbaut.

## Heute
Obwohl die Errichtung des Viertels in den 1950er Jahren unter großem Zeitdruck stand und mit nur unzureichendem bautechnischen Gerät ausgeführt werden musste, sind die Substanz und das äußere Erscheinungsbild der Gebäude gut erhalten. Im Gegensatz zum zentralen Plac Konstytucji sind die Seitenstraßen ruhig. Die Fahrbahnen des Platzes sind stark befahren. Am Südende des Platzes haben sich rund um das Hotel MDM moderne gastronomische Einrichtungen (darunter das populäre Restaurant „U Szwejka“) angesiedelt. Immer wieder dient der Platz auch als Schauplatz öffentlicher Konzerte oder Veranstaltungen; dazu werden meist große, überdachte Bühnen errichtet. So fand hier auch die Silvesterfeier Warschaus 2010/11 mit Auftritten von Stars wie Roxette, Doda, Maleńczuk, Golec uOrkiestra, Varius Manx und Szymon Wydra statt.